# 年明けうどん
年明けうどん（としあけうどん）とは、さぬきうどん振興協議会が新たな麺食行事の普及を目的として提唱している「年明けに縁起を担いで食べるうどん」、およびそれに関する商業的イベントである。
年明けうどんは、讃岐うどんを初めとした日本国内における名産うどんの活性化やうどんの消費拡大に貢献すること、食品業界関係で正月における新たな利益・経済効果を生み出すことを目的として讃岐うどん業界を中心に2009年正月から展開されているものである。日本の一部の地域では伝統的に正月にうどんを食す習慣があるが、年越し蕎麦（年末）や雑煮（正月）のような日本の正月に伝わる食文化とは異なるものである。

## 概要
日本において麺類関係の小麦粉使用量が2000年代は減少傾向（2001年 144万トン〜2008年 128万トン、農林水産省調べ）であることに危機感を持った『讃岐うどん業界』によって提唱された。大晦日の年越し蕎麦以外に全国的規模で麺を食する行事・習慣は存在せず、それ以外の国民的麺食行事・習慣を新たに創り出したいとの考えや、香川県における正月の食文化は「あんもち雑煮」が一部で存在しているが、讃岐うどんを食べる行事は特に存在しなかったことも要因となり、2008年7月からさぬきうどん振興協議会によって普及活動が開始された。
2000年代後期において、主に讃岐うどんを中心とした展開が行われているが、水沢うどんなど地方の名物うどんからも2010年から参加の話もあり、地域・地方の名産品にも波及しつつある。また、大手コンビニエンスストア・スーパーマーケット・カップ麺（どん兵衛）などにも使用が広まり、定着に向けた動きを見せている。
2009年2月、同年に年明けうどんを実施した製麺業者など業界関係者に向けて行った調査では「効果が上がった」が49%、「上がらなかった」が37%と、効果ありの方がやや上回っており、その内容としては「よく売れた」「好評だった」などの回答が目立った。2010年の同様の調査では、成果について2009年を「大きく上回った」「上回った」との評価が46%に上った。
一方、2009年〜2010年の年末年始におけるインターネット調査では、年明けうどんを「食べようと思わない」という否定的意見が過半数だった。。
「年明けうどん」の名称は商標登録が行われており（日本登録第5245603号ほか全2件）、指定された商品やサービスに使用する際は申請が必要である。。権利者は香川県の地元麺業界3団体となっている。商標は「年明けうどん」を製造および販売する事業者が申請を行えば自由に無料で使用できる。。
2016年12月には商標利用を申請した業者は733社に達し、商標申請受付を開始した2009年の2.5倍に増加している。

## 定義
本場さぬきうどん協同組合の年明けうどん普及委員会が定義する年明けうどんは、
- 期間：元旦から1月15日まで
- 形式：純白のうどんに、紅いトッピングを添える（紅いあん餅、エビ、イクラ、梅干し、かまぼこ、トマト、明太子、紅しょうが、ニンジンなど）[6]

となっている。

## 沿革
2008年
- 7月14日 - 「さぬきうどん振興協議会」が立ち上げられ、「年明けうどん」の普及活動を発表。
- 10月2日 - 「年明けうどん」の基本的な定義やロゴマークを発表。

2009年
- 正月
  - 広報活動の一環として香川県善通寺市の善通寺や高松市の栗林公園で年明けうどんが振舞われた。
  - 香川県内の約50店舗が年明けうどんを提供。
- 6月3日 - 全国製麺協同組合連合会にて、年明けうどんの全国展開が決定され、年明けうどん普及推進委員会が設立。
- 7月10日 - 「年明けうどん」が商標登録[2]。

2010年
- 正月
  - 大手コンビニエンスストア・スーパーマーケット・カップ麺が相次いで参入するなど、名称使用の申請・登録は42都道府県の約300業者となった[18]。
  - 広報活動の一環として元日に香川県善通寺市の善通寺、小豆島の土庄八幡宮、高松市の栗林公園で年明けうどんが振舞われた。
  - 香川県内の約百数十店舗が年明けうどんを提供。
  - あじさい茶屋・さぬきうどんNRE＆めりけんやが年明けうどんを発売。
- 4月16日 - 「さぬきうどん振興協議会」が、「年明けうどん」の普及活動の功績により「2010年度かがわ21世紀大賞」を受賞。

2011年
- 正月 - 広報活動の一環として元日に香川県善通寺市の善通寺、小豆島の土庄八幡宮、高松市の栗林公園で年明けうどんが振舞われた。
- 11月11日 - 年明けうどん普及委員会、さぬきうどん振興協議会の主催で実施した「年明けうどんレシピコンテスト」の最終審査が香川県高松市にて行われた。全国から111点の応募があり受賞作品のレシピは「年明けうどん」公式ホームページで紹介された。[26]。

2012年
- 正月 - 広報活動の一環として元日に香川県善通寺市の善通寺、小豆島の土庄八幡宮で年明けうどんが振舞われた。

2013年
- 正月 - 広報活動の一環として元日に香川県善通寺市の善通寺、小豆島の土庄八幡宮で年明けうどんが振舞われた。

2014年
- 正月 - 広報活動の一環として元日に香川県善通寺市の善通寺、小豆島の土庄八幡宮で年明けうどんが振舞われた。
- 12月13日,14日 - 「全国年明けうどん大会2014inさぬき」が香川県で開催。北海道から沖縄まで全国から25の｢ご当地うどん｣｢年明けうどん」ブースが出店し39,100人(公式発表)の来場者を集めた。

2015年
- 正月 - 広報活動の一環として元日に香川県善通寺市の善通寺の境内で1,000食の「年明けうどん」が振舞われた。
- 12月10日 - 香川県が県内の「年明けうどん」を提供する店舗を検索できるサイト「『年明けうどん』提供店情報」を公開した。[27]
- 12月12日,13日 - 香川県高松市で「全国年明けうどん大会2015inさぬき」が開催された。全国のうどんの名所から２５業者が集結。40,200人(公式発表)が来場した。[28]
- うどんかるた　- 「年明けうどん」の広報活動の一環として全国からうどんにちなんだ句を募集する「うどんかるたコンテスト」を実施した。[29]
  - 募集期間は7月1日から9月30日。全国から2909作品が集まった。有識者からなる選定委員会で審査し「あ」から「ん」までの46句を選出。選ばれた句を元に「うどんかるた」を製作。かるたのデータは公式ホームページから無償でダウンロードでき、商品は公式ホームページなどで販売された。
  - 当初は12月12日に開催された「全国年明けうどん大会」で作品を公表し、12月15日から土産物店やインターネットで販売する予定としていたが、発売開始の前日に「悪いイメージで受け取られる可能性がある」との指摘の電話があったため香川県は急遽発売を延期し、無償ダウンロードも中止。応募作品の選考にあたった選定委員会に再検討を依頼した。[30]
  - 問題となった句は「強いコシ　色白太目　まるで妻」。クレームはその一件のみであった。[31] [32]
  - インターネット調査では、問題ないとする意見が大多数だった。[33]
  - 選定委員会は再検討の結果、問題ないとした。これを受けて香川県は無償ダウンロードを再開。製品の販売も開始した。「讃岐うどんの特長を捉えつつ、うどんも妻も愛する気持ちをうたった、夫婦の微笑ましい間柄も垣間見える良い作品として選定しました。作者の意図も同じものであり、再検討の結果、このまま選定することにいたしました」としている。[34][35]

2016年
- 正月 - 広報活動の一環として元日に香川県善通寺市の善通寺の境内で2,016食の「年明けうどん」が振舞われた。[36]
- 12月10日,11日 - 香川県高松市で「全国年明けうどん大会2016inさぬき」が開催された。全国16道府県から25店が出店。41,800人(公式発表)が来場した。[37][38]

2017年
- 正月 - 元日に香川県善通寺市の善通寺の境内で1250玉の年明けうどんがふるまわれた。事業の模様は「ゆく年くる年」にて全国に中継された。[39]

## 似たような風習
- 中国では、中国の正月である春節に長い麺（長寿麺・長麺・一根麺）を食べる風習がある[40][41]。